# 管宗次
管 宗次（すが しゅうじ、1956年5月7日 - ）は、日本の近世文学・書誌学研究者。武庫川女子大学名誉教授。

## 略歴
兵庫県尼崎市生まれ。1980年青山学院大学文学部国文学科卒、1980年小学館・商学社に勤務後、梅花高等学校普通科の国語科教諭、大阪芸術大学文芸学科非常勤講師・金蘭短期大学国文学科非常勤講師・園田学園女子大学文学部国文学科非常勤講師・愛媛女子短期大学（現・環太平洋大学短期大学部）非常勤講師・愛知教育大学非常勤講師を経て、武庫川女子大学文学部日本語日本文学科専任講師、助教授、教授となる。
「敷田年治研究」で武庫川女子大学にて博士号（文学）取得。 
近世上方文人研究・書誌学を中心に研究している。

## 著書
- 『定本群書一覧』（ゆまに書房） 1983年
- 『国雅管窺・和歌虚詞考』（和泉書院） 1984年
- 『安政丁已浪華尚歯会記と山口睦斎』（和泉書院） 1985年
- 『尾崎雅嘉著述三種』（臨川書店） 1985年
- 『群書一覧研究』（和泉書院） 1988年
- 『京大阪の文人 - 幕末・明治』（和泉書院） 1991年
- 『幕末・明治上方歌壇人物誌』（臨川書店） 1993年
- 『尾崎雅嘉自筆稿本『百人一首一夕話』』（臨川書店） 1993年
- 『淡路国名所図絵』（臨川書店） 1995年
- 『小倉百歌伝註・百人 - 首伝心録』（和泉書院） 1997年
- 『短歌名言辞典』（東京書籍） 1997年
- 『武庫川女子大学附属図書館蔵 滋岡文書目録』（武庫川女子大学文学部国文学科） 1998年
- 『幕末期北辺門の動向』（武庫川女子大学文学部50周年記念論文集） 1999年
- 『源氏百人一首』（和泉書院） 1999年
- 『京大坂の文人 - 続』（和泉書院） 2000年
- 『富士谷御杖の門人たち』（臨川書店） 2001年
- 『敷田年治研究』（和泉書院） 2002年
- 『京都岩倉実相院日記: 下級貴族が見た幕末』 (講談社選書メチエ 263）2003年
- 『俳遊の人・土方歳三 句と詩歌が語る新選組』 （PHP新書）2003年
- 『龍馬と新選組 <文>でよむ幕末 』（講談社選書メチエ）2004年
- 『大山崎離宮八幡宮神官疋田家文芸資料集』（ 武庫川女子大学関西文化研究センター ）2005年
- 『武部白鳳『浪華旧名勝図』（ 武庫川女子大学資料館 (ギャラリー) ）2006年
- 『明治百人一首』（ 武庫川女子大学関西文化研究センター ）2008年
- 『京大坂の文人  - 続々々 』（和泉書院）2010年
- 『若葉の雫』（ 武庫川女子大学文学部日本語日本文学科管研究室 ）2012年
- 『坂本龍馬と和歌』（ 友野印刷(株)フクロウ出版  ）2013年

## 論文
- 「『たち花の香』(一)〈翻刻・解題〉」（武庫川女子大学国文学科西島研究室、『鳴尾説林』1）
- 「尾崎雅嘉自筆『百人一首一夕話』の成立」（『武庫川国文』44） 1974年
- 「群書一覧成立攷」（『近世文芸』47） 1987年
- 「追善歌集『月の玉橋』について〈付・翻刻〉」（『武庫川国文』41） 1993年
- 「敷田年治について (15)(16)(17)」（『すみのえ』207, 208, 210） 1993年
- 「住吉大社御文庫蔵 津守国美自筆『奉納和歌集』」（『すみのえ』209） 1993年
- 「幕末期万葉調歌集『ややこのたり』」（武庫川女子大学国文学会万葉風土研究会、『歌姫』9, 10） 1993年
- 「河本延之七周忌追悼歌集「聲香集」」（『混沌』17, 19） 1993年
- 「明治期旧派女流歌人 - 滋岡八千子について(付・滋岡八千子歌集)」（『武庫川国文』45） 1995年
- 「北辺門の和歌一枚刷」（『混沌』19） 1995年
- 「明治三十年の北辺門月並歌会」（『武庫川国文』46） 1995年
- 「敷田年治について」（『すみのえ』219, 220, 221） 1995年
- 「赤松大人山城国名所歌枕」（『武庫川国文』47） 1996年
- 「大橋長広について - 京における鈴屋門」（『武庫川国文』48） 1996年
- 「荒木美蔭大人家集」（『混沌』20） 1996年
- 「福田祐満について」（『武庫川女子大学紀要』44） 1996年
- 「与謝蕪村の肖像画について」（『大阪春秋』85） 1996年
- 「天保五年の山口睦斎」（『武庫川国文』49） 1997年
- 「和歌俳諧体の宗匠 伊東颯々」（『武庫川女子大学紀要』45） 1997年
- 「尼崎郷校の儒者 鴨田白翁」（『混沌』21） 1997年
- 「見立評判記二種(解題・翻刻) 『画家魚鳥風味批評並儒医画工役者見立評判』」（『武庫川国文』50） 1997年
- 「高山慶孝 湯のはな ゆききのすさみ」（『幕末明治 和歌資料(二)』2） 1997年
- 「京の鐸舎の書状刷り物」（『混沌』22） 1998年
- 「幕末期における山片家と懐徳堂 - 四水館をめぐって」（『懐徳』60） 1998年
- 「福田美楯について」（『武庫川女子大学紀要』46） 1998年
- 「大山崎離宮八幡宮社家 疋田芳孝『習葉集』(翻刻編)」（『武庫川国文』51） 1998年
- 「大山崎離宮八幡宮社家 疋田家の文雅について」（『武庫川国文』52） 1998年
- 「幕末期北辺門の動向」（『武庫川女子大学文学部50周年記念論文集』） 1999年
- 「大山崎離宮八幡宮社家 疋田家の文雅について -幕末から明治」（『武庫川国文』53） 1999年
- 「富士谷御杖と五十嵐篤好」（『武庫川女子大学紀要』47） 1999年
- 「京都奉行所同心吉岡美知詠草」（『混沌』23） 1999年
- 「「黄門定家郷六百五拾年祭歌集」について」（『武庫川国文』54） 1999年
- 「岩倉実相院門跡のみた幕末と新選組」（『歴史読本』174） 1999年
- 「山田嘉猷「樛の落葉」について」（『鳴尾説林』7） 1999年
- 「朝鮮通信使の残した発句短冊について」（『日本文化学報』9） 2000年
- 「緒方洪庵と和歌をめぐって」（『適塾』33） 2000年
- 「近世期津守家の歌道 - 津守国礼と柿葉亭喜始」 2002年